# 伊達宗起
伊達 宗起（だて むねおき、1927年10月 - ）は、日本の外交官。外務大臣官房長、外務省条約局長等を経て、欧州共同体日本政府代表部特命全権大使在任中譴責処分を受け解任された。

## 人物・経歴
東京府出身。東京府立第六中学校（現東京都立新宿高等学校）、浦和高等学校、東京大学法学部を経て、1950年外務省入省。在ジュネーヴ国際機関日本政府代表部二等書記官、同一等書記官を経て、1965年内閣法制局参事官（第三部）。1968年外務省アジア局北東アジア課長。
1970年在ベルギー日本国大使館一等書記官。同参事官を経て、1973年外務省条約局外務参事官。1974年外務公務員採用上級試験委員。1976年外務省情報文化局外務参事官。1977年外務大臣官房審議官兼内閣官房内閣調査室次長。
1978年外務大臣官房審議官（中南米担当）。1979年外務省条約局長。1981年外務大臣官房長。1983年駐アルジェリア特命全権大使。
1987年から欧州共同体日本政府代表部特命全権大使を務めたが、出資していたノンキャリア職員がスイスで開設した投資ファンドがブラックマンデー後に暴落し、預託金返還訴訟を提起するなどの投資トラブルとなり、太田正利官房審議官（北海道大使）らとともに譴責処分（厳重注意）を受け解任された。

## 家族
妻の巴絵は小説家の獅子文六の長女。父の伊達宗雄は和歌山の出身で、1923年に東京商科大学を卒業し、世界経済調査会の企画課長などを務めた。